# Diócesis de Yamusukro
La diócesis de Yamusukro (en latín: Dioecesis Yamussukroensis y en francés: Diocèse de Yamoussoukro) es una circunscripción eclesiástica de la Iglesia católica en Costa de Marfil. Se trata de una diócesis latina, sufragánea de la arquidiócesis de Bouaké. Desde el 28 de diciembre de 2022 su obispo es Joseph Kakou Aka.

## Territorio y organización

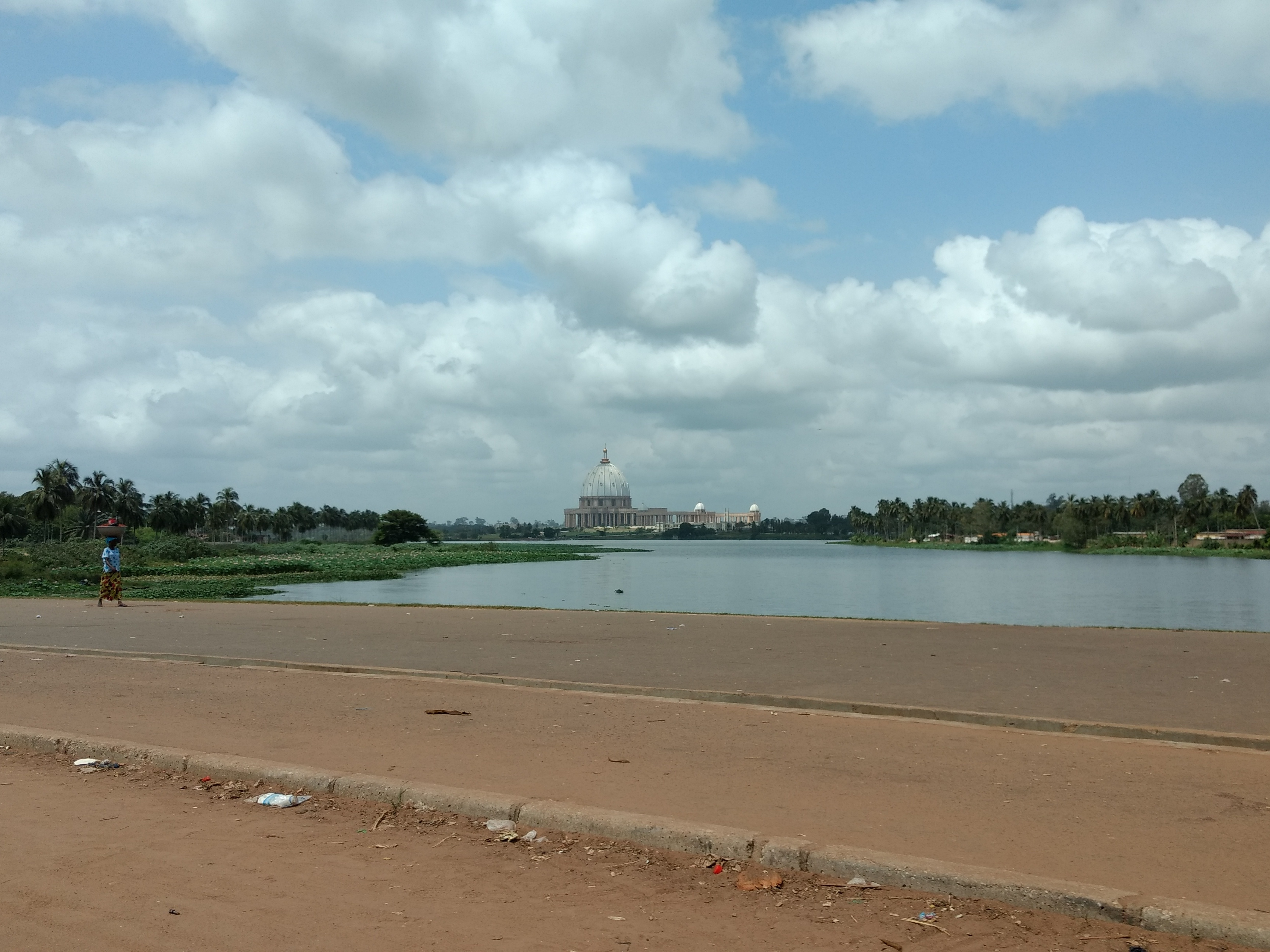
Basílica de Nuestra Señora de la Paz, en Yamusukro

La diócesis tiene 19 890 km² y extiende su jurisdicción sobre los fieles católicos de rito latino residentes en el distrito de Zanzan.
La sede de la diócesis se encuentra en la ciudad de Yamusukro, en donde se halla la Catedral de San Agustín y la basílica de Nuestra Señora de la Paz (construida a imagen de la basílica de San Pedro del Vaticano), una de las iglesias más grande del mundo.
En 2022 en la diócesis existían 27 parroquias.

## Historia
La diócesis fue erigida el 6 de marzo de 1992 mediante la bula Ad aptius prospiciendum del papa Juan Pablo II, obteniendo el territorio de la arquidiócesis de Bouaké. Originalmente fue sufragánea de la arquidiócesis de Abiyán.
El 19 de diciembre de 1994 pasó a formar parte de la provincia eclesiástica de la arquidiócesis de Bouaké.

## Estadísticas
Según el Anuario Pontificio 2023 la diócesis tenía a fines de 2022 un total de 151 000 fieles bautizados.
| Año                                                                             | Población            | Población | Población      | Sacerdotes | Sacerdotes    | Sacerdotes    | Bautizados por sacerdote | Diáconos permanentes | Religiosos | Religiosos | Parroquias |
| Año                                                                             | Bautizados católicos | Total     | % de católicos | Total      | Clero secular | Clero regular | Bautizados por sacerdote | Diáconos permanentes | Varones    | Mujeres    | Parroquias |
| ------------------------------------------------------------------------------- | -------------------- | --------- | -------------- | ---------- | ------------- | ------------- | ------------------------ | -------------------- | ---------- | ---------- | ---------- |
| 1999                                                                            | 88 000               | 672 939   | 13.1           | 35         | 19            | 16            | 2514                     |                      | 23         | 45         | 13         |
| 2000                                                                            | 89 000               | 684 360   | 13.0           | 36         | 28            | 8             | 2472                     | 1                    | 10         | 61         | 13         |
| 2001                                                                            | 90 000               | 685 000   | 13.1           | 43         | 28            | 15            | 2093                     | 2                    | 18         | 63         | 14         |
| 2002                                                                            | 92 160               | 685 840   | 13.4           | 44         | 30            | 14            | 2094                     | 2                    | 19         | 68         | 14         |
| 2003                                                                            | 123 567              | 955 662   | 12.9           | 40         | 32            | 8             | 3089                     | 2                    | 14         | 68         | 14         |
| 2004                                                                            | 125 651              | 958 782   | 13.1           | 45         | 35            | 10            | 2792                     | 2                    | 15         | 62         | 14         |
| 2010                                                                            | 133 800              | 1 106 925 | 12.1           | 48         | 36            | 12            | 2787                     | 2                    | 18         | 79         | 19         |
| 2014                                                                            | 138 125              | 1 143 359 | 12.1           | 59         | 37            | 22            | 2341                     | 1                    | 39         | 94         | 21         |
| 2017                                                                            | 141 384              | 1 147 827 | 12.3           | 77         | 48            | 29            | 1836                     |                      | 55         | 96         | 23         |
| 2020                                                                            | 148 270              | 1 208 200 | 12.3           | 86         | 61            | 25            | 1724                     | 1                    | 57         | 80         | 26         |
| 2022                                                                            | 151 000              | 1 424 000 | 10.6           | 88         | 63            | 25            | 1715                     | 1                    | 62         | 95         | 27         |
| Fuente: Catholic-Hierarchy, que a su vez toma los datos del Anuario Pontificio. |                      |           |                |            |               |               |                          |                      |            |            |            |

## Episcopologio
- Bernard Agré † (6 de marzo de 1992-19 de diciembre de 1994 nombrado arzobispo de Abiyán)
- Paul-Siméon Ahouanan Djro, O.F.M. † (6 de diciembre de 1995-12 de enero de 2006 nombrado arzobispo coadjutor de Bouaké)
- Joseph Aké Yapo (21 de julio de 2006-22 de noviembre de 2008 nombrado arzobispo de Gagnoa)
- Marcellin Yao Kouadio (1 de julio de 2009-25 de abril de 2018 nombrado obispo de Daloa)
  - Sede vacante (2018-2022)[nota 1]
- Joseph Kakou Aka, desde el 28 de diciembre de 2022